# Båimatejaure
Båimatejaure är en sjö i Storumans kommun i Lappland och ingår i Umeälvens huvudavrinningsområde.